# 泊如竹
泊 如竹（とまり じょちく、元亀元年（1570年） - 明暦元年（1655年）5月25日）は、安土桃山時代から江戸時代前期の日蓮宗の僧侶、薩南学派の儒学者（朱子学者）。屋久島安房村（現鹿児島県熊毛郡屋久島町安房）の出身。僧名は養善院日章で、還俗後は如竹散人と称した。
京の本能寺に在籍したのちに儒学者に転じ、藤堂高虎や島津光久に仕えて侍講を務めたほか、漢書を和訓で書き下したものを出版し、朱子学の普及に貢献した。また琉球王国の尚豊王のもとで漢文訓読を琉球に伝えている。故郷である屋久島の窮状を救うために、屋久杉の伐採を奨励、水道を整備するなどの功績を残しており、現地では「屋久聖人」と讃えられていた。
以下、呼称はすべて「如竹」で統一する。

## 生涯

### 出生
屋久島安房村の舵工（船頭）の子として生まれたとされる。父の名は泊太次右衛門と伝わる。また、松井日俊の研究、家坂洋子の『薩摩蔭絵巻』などでは、如竹の幼名は市兵衛、母の名は初亀だとしている。いくつかの資料においては、1月17日が誕生日であるとされている。
幼少時より秀才であったとされ、村の本佛寺で仏門に入り、そこで日章の名と養善院の号を得た。寺に入った時期は、5歳または6歳の頃とされる。
後に、京へ上って本能寺の僧となる。本能寺に入った時期については、『上屋久町郷土誌』では天正13年（1585年）頃、松井日俊の研究では天正15年（1587年）に尼崎の本興寺に入ったのちの天正17年（1589年）に本能寺に移ったとしている。また、松井の論によれば、如竹は種子島出身で本興寺住職であった日逕を頼って尼崎に向かい、その日逕が本能寺の変で焼けた本能寺の移転と再建のために京に赴くので、如竹もそれに付き従って本能寺に入ったとしている。

### 儒学の道へ
本能寺にいる頃、如竹は藤原惺窩による講演に足を運び、熱心に聞き入っていたという。この講演は朱熹の『四書集注』を新注したものを、訓点を用いて書き下して説くものであった。しかしある時、如竹は惺窩が創始したと主張する訓読法には原本があることを知る。
文禄2年（1593年）、それまで独学であった惺窩は師を求めて、九州より明に渡ろうとしたが、逆風に煽られて鬼界島に漂着、その後薩摩国山川（現鹿児島県指宿市山川）の港に至っていた。この山川にあった正龍寺において、惺窩は同寺の和尚であり薩南学派の儒学者南浦文之が書いた、「文之点」により書き下した四書の新注を見たとされる。そして、惺窩はそれを写し取り、京において自身の創始したものとして世に広めていたといわれている。
これを知った如竹はまもなく本能寺を去り、薩摩に戻って仏門から還俗、南浦文之に師事して儒学（朱子学）を8年間学んだ。また、還俗して以降は散人如竹（如竹散人）と名乗った。松井日俊の研究によれば、本能寺を去ったのが慶長10年（1604年）の秋で、翌春慶長11年に弟子入りしたという。また、「如竹」の号は文之から与えられたとしている。
一方、室鳩巣が著した如竹伝では異説が記されている。それによれば、如竹が薩摩に帰省して再び上洛しようとしていた折に、薩摩の城下町で文之による四書の講演を聞いて弟子入りしたとしている。室鳩巣は藤原惺窩に連なる門下の出であるが、父の室玄樸が如竹と親しかったことから、如竹の伝記を著している。如竹は後述する琉球からの帰国後、寛永14-15年（1637年-1638年）に浪花において講釈を行っているが、室玄樸と接していたとすればこの頃であると推察される。ただ、当時如竹は67-68歳であったのに対して、鳩巣の如竹伝では80歳近くであったと齟齬が見られる。この説は『島津国史』においても掲載されている。ほか、松井日俊の考察では、惺窩の講演の内容がかつて本佛寺で習ったものと同じであったことから、文之のことを知ったとしている。また、慶長9-10年（1603年-1604年）頃には文之が京で講演を行っていたため、そこに如竹も来て、面識を得ていたからすんなり弟子入りできたのではないかと推測している。

### 藤堂高虎に仕える
文之に師事している頃の慶長14年（1608年）に、如竹は本能寺より本佛寺の住職になるよう辞令が届いたという。慶長18年（1612年）、如竹は文之のもとでの学業を終え、屋久島に帰って本佛寺の住職の座に着任した。本能寺に連なる寺の住職は、毎年または隔年で大本山である本能寺と本興寺に出仕する規則になっており、如竹は住職となった慶長18年に両大本山に赴いている。
その折、如竹は有馬温泉へと足を運び、そこでの入浴中に伊勢津藩を治める藤堂高虎と出会う。ここで高虎は如竹を召し抱えようと、安濃津に来るように招いた。
この如竹と高虎の出会いにも異説が存在する。室鳩巣の如竹伝においては、如竹は仕官の口を求めて東都（江戸）に赴いており、そこで高虎に招かれたとある。『島津国史』では、如竹は慶長年間は講釈を行うために東奔西走しており、たまたま江戸にいることを知った高虎が、その機に急ぎ使いを送り招いたとある。伊地知季安の『漢学起源』では本田親孚の説を引用している。それによれば、高虎の家老が有馬温泉で如竹に出会い、家老は高虎に登用を薦めようと思ったという。そこで家老は「天下の至実を見た」とだけ高虎に告げ、その興味を喚起させてから如竹のことを教えると、高虎は喜び、招きに行くと言ったという。

その誘いに対し、如竹は
「僕平素、忌諱を知らず。今君の招に應ず。言を盡くさゞるべからず。君之を寛容せよ」
（私は日頃忌憚なくものを言います。私はお招きに応じます。言葉を押しとどめたりはしません。これをお許しください）
と告げた。これに対して高虎は
「侫諛の徒に至りては吾れ其人に乏しからず。翁の直言、吾れ翁を聘する所以なり」
（おべっか使いなら有り余っています。ご老人の直言こそ、私がご老人を招く理由です）
と返したという。

高虎に仕えた後のある時には、如竹は高虎に
「人の禽獣に異るは、能く人の道を行ふが故なり。其道を行はざれば、決して人たるを得ず。若し禽獣を以て之を譬へんに、君は虎狼なり、人實に畏る。臣等は狐犬なり、人常に侮る。其畏ると侮るとは異ると雖も、獣たるは一なり」
（人が獣と異なるのは、人の道を正しく行くところである。人の道を踏み外せば、人ではなくなる。人ではないものを獣に当てはめるなら、君主は虎狼であり、人に恐れられるでしょう。臣下らは狐犬であり、人から侮られるでしょう。恐れられると侮られるで違いはあれど、獣であることに変わりはない）
と説いていたという。これに高虎は笑って「君の言はなはだ過ぎたるなからんか」と言い、かたや周囲はその直言に驚かされたという。
また、如竹は高虎に従って江戸に滞在しているときに、薩南学派の祖桂庵玄樹の著した『家法倭点』（寛永元年）、南浦文之の『四書新註』（寛永2年）、『周易程伝本義』（寛永4年）、南浦文之の著述『南浦文集』（寛永6年）、ほか『砭愚論』『恭畏問答』などの作品にあとがきを添えて出版を行っている。当時はまだ『四書集注』の書き下しが少なかったこともあり、これらが出版されたことで四書および訓点本の流行を生み、やがて『四書集注』は江戸時代の上流階級の読み物として一般的なものにまでなっている。如竹の出版後、寛永19年（1642年）には京都本能寺前の藤田庄左衛門が再版、翌20年（1643年）には江戸でも再版された。また、文之点四書を原本として、改正を加えて出版されたものも多くあったという。
如竹は藤堂家に元和10年（1624年）から仕えていたという。ただ、元和から寛永の頃に16-17年ほど藤堂家に仕えていたものの、如竹の藤堂家における事績を伝える資料はなく、逸話以外に詳しいことはわかっていない。
寛永7年（1630年）に高虎が没すると、嗣子の高次は如竹の学問を好まなかったため、如竹は勤めを辞して京へ赴いた。その後如竹は屋久島に帰り、困窮している親族や村民に自らの俸禄から施しを行っていた。屋久島に戻ったのは寛永8年（1631年）頃とされている。

### 琉球に和訓を伝える
寛永9年（1632年、崇禎5年）、如竹は63歳の時に琉球へと渡った。『漢学起源』によれば、如竹は琉球に明から来た秀才がいると聞いて、その者を師と仰ごうとして渡ったとある。日本の僧侶が琉球に来たのは初めてのことではなく、如竹の渡る前にも文之の友人である天叟という禅僧が円覚寺に来ており、また文之の同門である景叔・春蘆という僧らも先に琉球に入っている。如竹は藩に渡航の許可を願い出て、藩の命として琉球に渡っている。
如竹は琉球で明出身の梁澤民と出会い、たびたび経義について討論を行って親しくなっていった。琉球における如竹の家に「顧天庵」の名がつけられており、これは澤民から贈られた家号であった。これらの話が尚豊王にも知られると、如竹は王に招かれ侍講に任じられた。如竹の泊家は家紋を逆三つ巴にしているが、これは尚家の三つ巴紋と関係があると考えられている。
当時の琉球では、経書を読む際に漢音で音読していたが、読める者が少なかったため、如竹は南浦文之の『四書新註』を元に文之点を用いた和訓を琉球に伝えている。この頃の首里にはまだ学校がなく、学ぶには大家の邸宅に講師を招いて数人に教授させたり、それぞれの家庭にて父兄や講師に師事して学んでいたという。
如竹によって伝えられた和訓は、琉球語が中国語よりも日本語に近しいことから急速に浸透した。渡来人の居留地である久米村（現那覇市久米）ですら例外ではなく、後年の琉球の政治家である蔡温は著作の『獨物語』（1749年）の中で「久米村は中国との橋渡しのためにある村なのに、ここでも訓読が日常で使われ、漢文を書ける者が少なくなっている。このままでは、向こうの情勢が変わったときに送るべき文を書けなくなる」と危惧を示していたほどであった。また、後世の琉球の者は文之点でなければ漢文を読まず、江戸に来るたびに文之点で書かれた四書を買っていたともある。
また、様々な資料において「このとき琉球文教未だ布かず。士民礼儀を知らず」とあり、当時の琉球は世情が荒れていたとしている。このため教えるに際して、如竹は大義のために行うことを意識し、身を正して務めたという。
琉球に来てから3年後に如竹は琉球を出立、再び屋久島に戻り、この時も俸禄から施しを行っている。その後寛永14-15年（1637年-1638年）頃に大坂に渡り、講釈活動を行ってから島に帰っている。
屋久島と琉球は交易路でも結ばれ、のちに屋久杉を建材として琉球に輸出している。また、琉球からは「琉球薯」（カライモ）がもたらされ、島民の貴重な食料となったが、これは種子島などに伝来するよりも約75年早い出来事であったという。

### 島津家の侍講になる
寛永17年（1640年）、如竹は薩摩藩主島津光久に鹿児島城下に招かれ、300石の俸禄を得て侍講を務めた。『日本宋学史』では、同門である伊勢貞昌が如竹を光久に薦めたとある。
講釈を行うほか、藩政にも携わっていたこともあるという。松井日俊の論文によれば、文之に師事している頃にも文之が携わっている藩の外交文書を代筆したり、藩士に講義を行っていたという。
如竹は藤堂高虎を相手に直言を欠かさなかったが、光久に対しても同様に接した。如竹は『孟子』を講じた時、「齊宣王曰寡人之囿方四十里民以爲大何也」の文を挙げて、吉野や谷山などにある御苑も、近隣の民にとって不自由であれば「大きすぎる」と言わざるを得ないと諫言し、光久も考えを改めたという。
またある時、光久が江戸に向かうにあたり、その日時を決めて令を下していたにもかかわらず、当日宴を開いて日暮れになっても出発しようとしていなかった。それを諫めるために来た如竹は、現場の様相を見て「嗚呼、忠臣なきか」と独り言をつぶやいたという。これに光久に常に供をしていた本田親貞は大いに怒り、「我輩旦夕忠を忘れず。何ぞそれ無礼なる」と如竹に詰め寄ったが、それに如竹は「君を諫むるを忠臣と曰う。今君期を刻して発せず。信を下に失う。面して一人の諫むる者なきは、忠臣なきなり」と、光久を諫めるものがいなかったことを糾弾した。親貞はその言葉に感服し、のちに如竹の門下で学ぶようになっている。
本田親貞のみならず、如竹は諏訪兼利、久保之昌、竹内助市、愛甲喜春、東郷重経などの薩摩藩諸士に教授している。愛甲喜春や東郷重経が如竹の門下生の代表格として知られ、特に愛甲喜春はやがて竹門（薩南学派）の後継者となり、のちに文之点と惺窩点の疑獄を提起している。
如竹は正保4年（1647年）に、病気療養のために一度屋久島に帰っているが、翌年には光久に呼び戻されている。

光久のもとで6年仕えた後に、如竹は城仕えを辞して、屋久島に三度帰郷している。暇乞いに際して、家老島津久通は「養老の俸として200石を賜う」との久光の伝言を如竹に告げると、如竹は「日々過分のご扶持を蒙りたまうをもって、老躯を保つに不足なし」とこれを辞退した。久通が笑って「聖人臭きことを申すものなり」と言うと、如竹は襟を正し、
「それがし少なきより聖人の書を読みしは、聖人とならんとてなり。たとえ聖人となるあたわずとも、聖人臭くなりたまえば読書の甲斐もこれあり。御褒詞ありがたき仕合」
と答えたという。久通はただ赤面して、返す言葉もなかったという。
光久は鹿児島城下に屋久島と同じ本佛寺という寺を建て、如竹の住居とさせていた。如竹が島に帰る際、鹿児島城下の本佛寺をそのまま残してほしいと信徒から求められたが、如竹は「寺禄二百石は、良士二人を養うに足れり。願わくば寺を毀ちて士を養え」とこれを断っている。

### 屋久島に尽くす
屋久島における如竹の最大の功績に、屋久杉の伐採を可能にしたことがある。屋久島は平地が少ないため、米による年貢を納めるのが難しい環境であった。そのため如竹は屋久杉を伐採し、平木（屋根用の木材）に加工して納めさせるよう提案した。
古来、屋久島では杉はすべて山の神の御神木として崇められており、島民は神の祟りを畏れて手を出すことがなかった。そこで如竹は、「山の神に木を切っていいか尋ねてくる」と言って山に登り、山の神に祈りを捧げた後に下山、山中のいくつかの木に斧を立てかけた。後にそれらの木を確認して、「斧が倒れている木は切ってはならない。斧が立ったままの木は、神様が切ってもいいと言っている」と島民に伝えたという。こうして許しを得たと安心した島民は杉の木を切り、それを年貢に充てることができたという。
また、正保3年（1646年）に、如竹は水道の開削も行っている。安房村の井戸水は塩分を含んでいたため、飲み水に適していなかった。このため、井戸に代わる水源として、如竹は私財を投じて用水路を開削、明星岳から村まで約5町（約545メートル）の水道を通し、飲み水を民家に送れるようにしている。この用水路は「如竹堀」と呼ばれ、遺構の一部が現存している。ほか、畦の作り方も指導している。
飢饉が起きた際にも私財を周囲に分け与えており、粟を配って民衆を救っている。この時、ある門徒が米を蓄えていたためその訳を聞くと、門徒は「これは師に進ぜるため」と言ったため、如竹は「人の餓死するを見て、我いずくんぞ独り生きん」と言い、そのことごとくを民衆に分け与えさせたという。
如竹は明暦元年（1655年）5月25日に86歳で没した。

## 人物
- 如竹は質直にして言葉少なく、あまり談笑する人ではなかったという[14][24]。
- 『四書新註』の研究に専念している一方、詩賦を作ることはあまり好まなかったとされる。また、桂庵玄樹や南浦文之の著作を出版して朱子学の伝播を担った一方で、如竹自身の著作は存在していない[14]。如竹は書を請われると、文之ら先人の語や古語を書いて与えているが、自身の言葉を書くことはほとんどなかった[46]。後述の「火災除けの札」は、その数少ない如竹自身の言葉による書である[46]。
- 当時の儒者は剃髪している者が多く、如竹も還俗後に髪を伸ばさなかった。また、妻子を持たず、畜肉を食べなかったという[24][32]。
- 勉学に熱心であったという。如竹は晩年に『近思録』を得ているが、そのとき「自分に数年時間があれば、至る所に到れただろう」と、晩年になってもその意欲は衰えを知らなかったという[32]。

## 逸話
火災除けの札
屋久島の民話のひとつで、海の向こうの種子島で火事が起きたときに、如竹が屋久島の浜辺から気合をかけると、海水が火にかかり鎮火したという話がある。如竹は火災除けの札を書いており、それを持っている家は火事にならないと言い伝えられていた。栗生集落には、この如竹直筆とされる火災除けの札が保管されている。
如竹とガラッパ
屋久島の民話には、如竹がガラッパ（河童）を退治した話しがある。如竹は安房川のガラッパと根競べを行い、7日かけて勝利したという。それからは、安房川で尻子玉を抜かれる人はいなくなったという。また、安房川の深淵に河童が住んでいるとされ、住民がたびたび行方不明になることから、如竹がその淵をじっと見て河童を警戒したところ、以後そこで人が消えることはなくなった、という話もある。
豆腐
如竹は一丁の豆腐を平等に切り分け、ひとかけらずつ手の甲に乗せて食べさせたという。これは「ひとつのものを平等に分かち合いなさい」という教えであり、手の甲に乗せるのは、手のひらよりもきれいだからとされている。後世においても、如竹の生誕祭に同じ食べ方をする風習があったという。
凶暴な世子
如竹が島津光久に仕えていた頃、ある者が世子（跡継ぎ）が凶暴で困っていると光久に知恵を求めたため、光久はこれを如竹に託したという話がある。如竹はその世子について回り、その勇ましさをほめ続けた。これに世子は喜び、如竹の話を聞くようになり、ついには己の非を改めたという。ただ、『日本宋学史』はこの話を「附会の説」、創作のものだとしている。

## 史跡・文化
泊如竹の墓
鹿児島県指定記念物。泊如竹神社、如竹廟とも。
当初、墓は安房村の本佛寺にあった。島民からは神のごとく敬われていたことから、墓には廟が建てられたという。また、島津光久の命により石塔が立てられていた。このほか、安房川の中ほどの河畔に建てられた石塔も如竹の墓とされ、遺骸はそこに埋葬されているとも伝えられている。
本佛寺は明治3年（1870年）に廃仏毀釈の影響により破壊され、堂宇や所蔵品など、如竹に関する品もほとんど失われている。この際、如竹の墓も「泊如竹神社」にされている。本佛寺はのちの明治18年（1885年）に復興が唱えられ、数十年かけてかつての境内の土地を購入、粟穂神社と並立する形で再建された。
如竹翁碑
昭和2年（1927年）2月に、下屋久村教育会と郡教育会が広く出資を募り、如竹の墓近くに石碑を立てたとある。大正14年（1925年）に立てられたとする資料もある。
如竹堀
屋久島町指定史跡。
屋久島の如竹踊り
鹿児島県指定民俗文化財。如竹の命日である旧暦5月25日に、如竹の墓の前で奉納される舞踊。かつては「ちこんちこん踊り」と呼ばれていたが、「ちこんちこん」が何を意味するかは不明。
原益救神社
原集落にある神社。日章（如竹）の名が刻まれた石塔がある。